# Alberobello
Alberobello je grad i općina u Italiji, smješten u talijanskoj regiji Apulija, pokrajina Bari. Grad se nalazi 45 km južno od Barija, nalazi se u brdskom području, u njemu živi oko 11.040 stanovnika (2007). 
Alberobello je poznat po jedinstvenim građevinama nastalim gradnjom bez veziva, isključivo od nepravilnih vapnenačkih kamenja, koje su preživjele od prapovijesti do modernih vremene, koje se nazivaju trullo. Trulli Alberobella, se nalazi na UNESCO-ov popisu svjetske baštine u Europi od 1996.g.

## Vanjske poveznice
- Službene internet stranice  Arhivirana inačica izvorne stranice od 27. listopada 2021. (Wayback Machine) (tal.)